# Camillo Correggio
Camillo Correggio va ser fill Manfredo II Correggio. Va succeir al seu pare a la seva mort el 1546, junt amb els seus germans, Giberto VIII Correggio i Fabrizio Correggio. Va obtenir el cognom Correggio d'Àustria amb diploma imperial del 3 de març de 1580. Va ser comte sobirà de Correggio i comte de l'Imperi i va ser també senyor de Campagnola, Rossena i Fabbrico, i senyor de Scurano i Bazzano (diplomes imperials 29 d'abril de 1553, 17 de maig de 1559 i 30 de desembre de 1564). El 1579 va haver de cedir la seva quota del feu de Rossena i Fabricco al seu cosí Alessandro Correggio, consenyor de Scurano e Bazzano, per una sentència imperial.
Va ser Patrici de Parma i Venècia.
Va tenir alguns càrrecs a la cort espanyola i va ser capità de l'exèrcit del rei d'Espanya (1552) i al de Venècia (1570). Va ser governador de Corfú el 1570.
Va morir a Milà el 3 de juny de 1605, Es va casar en primeres noces amb Maria di Collalto, Patrícia de Venècia i Treviso; i en segones noces (1592) amb Francesca Mellini i va deixar 8 fills, quatre de cada dona: Manfredo (mort jove), Lucrezia, Eleonora, Giberto (mort el 1585 amb només 4 anys), Siro Correggio, Cosimo (patrici, mort boig el 30 de maig de 1623), Àngela i Bianca.